# دودمان هاشمی
دودمان هاشمی (به عربی: الهاشمیون)، دودمانی از حکمرانان عرب سنی مذهب است، که خود را از نسل  قبیله قریش و حسن بن علی  و از آن طریق به علی بن ابیطالب   و محمد بن عبدالله  پیامبر اسلام می‌دانند. دودمان هاشمی، دودمان سلطنتی کشور اردن هستند، که از سال ۱۹۲۱ میلادی بر این کشور حکومت کرده‌اند. هاشمی‌ها در گذشته حاکمیت، پادشاهی حجاز (۱۹۱۶ تا ۱۹۲۵ میلادی)، پادشاهی سوریه (۱۹۲۰ میلادی) و پادشاهی عراق (۱۹۲۱ تا ۱۹۵۸ میلادی) را برعهده داشتند.
هاشمی‌ها از قرن دهم میلادی به‌طور مستمر بر شهر مکه حکومت می‌کردند. آن‌ها اغلب به عنوان دست نشانده قدرت‌های خارجی بودند. در پی اتحادشان با امپراتوری بریتانیا در جنگ جهانی اول، تاج و تخت حجاز، سوریه، عراق و اردن به آنها داده شد. این ترتیب به «راه حل شریفیان» (به عربی: الحلول الشریفیة) معروف شد.

## نسب
در شجره نامه اي که در سايت خاندان سلطنتی اردن درج شده است، نسب اين خاندان به حسن مجتبی رسيده است که اين انتساب نيز از جانب يکي از فرزندان حسن مجتبی موسوم به عبدالله بن حسن مثني انجام گرفته است.

## شریف حسین، بنیانگذار دودمان هاشمی
این دودمان از فرزندان حسین الهاشمی معروف به شریف حسین محسوب می‌شوند که امیر و حکمران حجاز بود. شریف حسین پس از فروپاشی امپراتوری عثمانی، قدرت بیشتری گرفت.
پس از جنگ جهانی اول، سرزمین‌هایی مانند عراق و اردن و فلسطین زیر قیومیت امپراتوری بریتانیا قرار گرفت. فرزندان شریف حسین با حمایت بریتانیا، دولت‌های جدیدی را در عراق و اردن پایه‌ریزی نموده و حکم رانی کردند. پسر ارشد وی شریف علی مدتی پادشاه و حکمران حجاز بود. دو پسر دیگر او عبدالله و فیصل به عنوان پادشاه بر اردن و عراق حکومت کردند.

## دودمان هاشمی در عراق

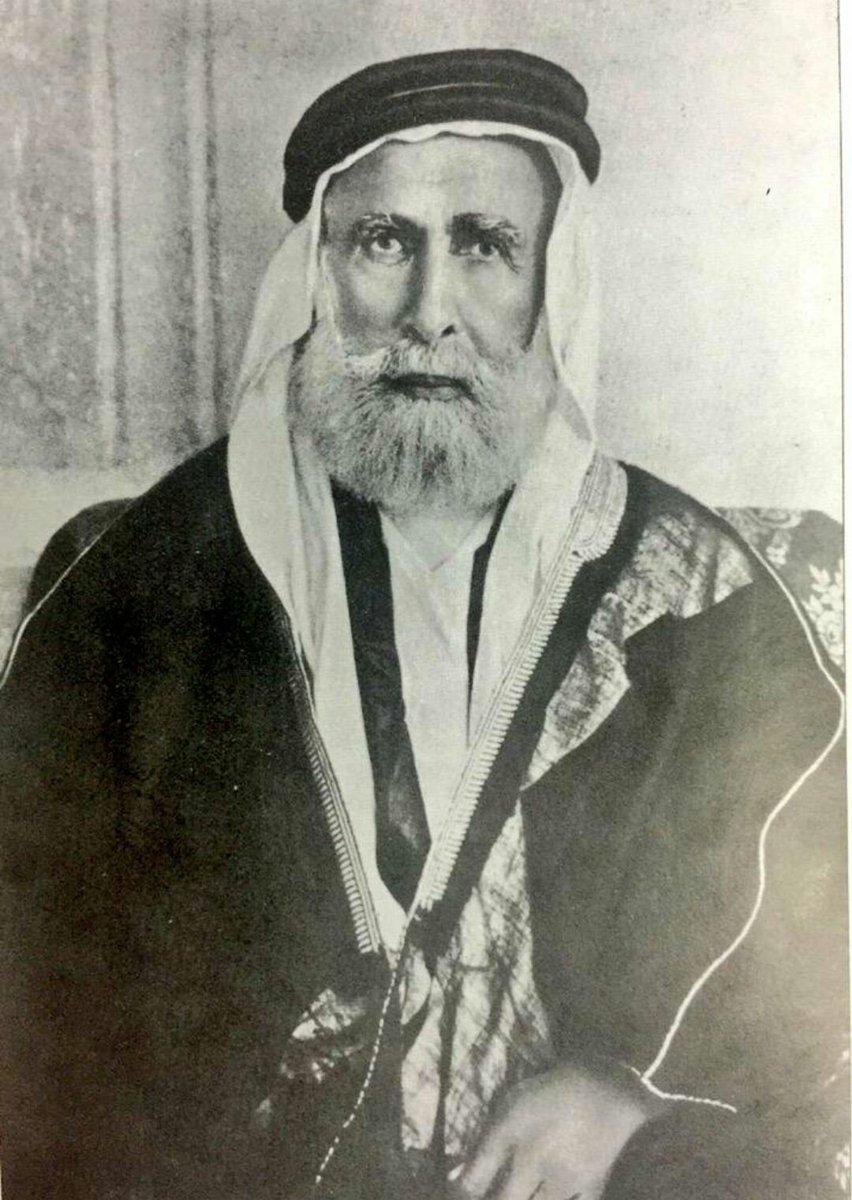
شریف حسین حاکم مکه

فیصل یکم پسر سوم شریف حسین اولین پادشاه عراق امروزی و بنیانگذار دودمان هاشمی در عراق بود. پس از او، فرزندش غازی یکم به عنوان دومین پادشاه، حکومت عراق را در دست گرفت.
سومین و آخرین پادشاه این دودمان در عراق فیصل دوم فرزند غازی بود، که با کودتای ۱۹۵۸ از قدرت برکنار شد. پس از کودتا، فیصل دوم همراه با ولیعهدش و نخست‌وزیر (نوری سعید) همگی به طرز فجیعی اعدام شدند. بعد از این کودتا، در عراق جمهوری اعلام شد، ولی تا زمان حمله آمریکا به عراق، این کشور تحت تسلط اعراب سنی باقی ماند.

## دودمان هاشمی در اردن
عبدالله یکم سردودمان خاندان هاشمی در اردن دومین پسر شریف حسین بود. پس از او فرزندش طلال بن عبدالله و پس از او ملک حسین حکومت را در دست گرفتند. در حال حاضر ملک عبدالله دوم فرزند ملک حسین پادشاه اردن است.

## پادشاهان
در عراق
- فیصل اول
- غازی اول
- فیصل دوم

در اردن
- عبدالله اول
- ملک طلال
- ملک حسین
- ملک عبدالله دوم

در سوریه
- فیصل اول

در حجاز
- شریف حسین
- ملک علی